# ザ・コーラル
ザ・コーラル （The Coral） は、1996年に結成された、イングランド・マージーサイド出身の5人組ロックバンドである。

## 来歴
1996年、学友だったイアン・スケリーとポール・ダフィは、ホイレイクにあるFlat Foot Samsというパブの地下でジャムセッションをしていた。数か月後にビル・ライダー・ジョーンズがリードギター、イアンの兄であるジェイムズ・スケリーがボーカルと作曲、リー・サウゾールがリズムギターとして加わった。その2年後の1998年に、ニック・パワーがキーボードとして加入し、最終的なバンド形態が完成した。結成当時、6人全員がヒルブレ高校に通っていた。
2001年に、シングル「Shadows Fall」でデビュー。2002年、1stアルバム『The Coral』をリリース。UKアルバム・チャートで5位を獲得し、その年のマーキュリー賞にノミネートされた。シングルカットされた「Goodbye」はUKシングル・チャートで21位、「Dreaming of You」は13位にランクインした。
2003年に、2ndアルバム『Magic and Medicine』をリリースし、全英1位を獲得した。翌2004年にはミニ・アルバム（3rdアルバム）『Nightfreak and the Son of Becker』をリリース。
2005年に、ポーティスヘッドのエイドリアン・アトリーとジェフ・バーロウをプロデューサーに迎えて制作された4thアルバム『The Invisible Invasion』をリリースし、全英3位を獲得。同年6月、ライダー・ジョーンズがバンド活動を休止し、今後のツアーに参加しないことを発表した（レコーディングには引き続き参加する）。だが、メンバーから説得され、2006年初頭に再び正式メンバーとして復帰する。
2007年に、5thアルバム『Roots & Echoes』をリリース。翌2008年1月、ライダー・ジョーンズが脱退。
2010年に、プロデューサーにザ・ストーン・ローゼズやレディオヘッドなどとの仕事で知られるジョン・レッキーを迎えて制作された6thアルバム『Butterfly House』をリリース。
2012年に活動休止を発表。
2014年、2005年～2007年頃（『The Invisible Invasion』～『Roots & Echoes』期）に録音された未発表曲集（7thアルバム）『The Curse of Love』をリリース。
2015年11月、活動休止期間を終え、2016年に活動再開することを発表。同年、サウゾールがソロ活動と私生活を優先させるためにバンドを脱退。
2016年、8thアルバム『Distance Inbetween』をリリース。同アルバムのレコーディングから参加していた、元ザ・ズートンズのポール・モウリーを後任のギタリストとして迎え入れた。
2018年、9thアルバム『Move Through the Dawn』をリリース。
2021年、10thアルバム『Coral Island』をリリース。
2023年、11thアルバム『Sea of Mirrors』、アルバム『Holy Joe's Coral Island Medicine Show』を2枚同時にリリース。

## メンバー

### 現メンバー
- ジェイムズ・スケリー（James Skelly）：ボーカル、ギター (1996年～)
- イアン・スケリー（Ian Skelly）：ドラムス、パーカッション、ボーカル (1996年～)
- ニック・パワー（Nick Power）： キーボード、ボーカル (1998年～)
- ポール・ダフィ（Paul Duffy）：ベース、キーボード、ボーカル (1996年～)
- ポール・モウリー（Paul Molloy）：ギター (2015年～)

### 旧メンバー
- ビル・ライダー・ジョーンズ（Bill Ryder-Jones）：ギター、トランペット (1996年～2005年、2006年～2008年)
- リー・サウゾール（Lee Southall）：ギター、ボーカル (1996年～2015年)

### ツアー・メンバー
- デヴィッド・マクドネル（David McDonnell）：ギター (2005年)
- ジャック・プリンス（Jack Prince）：パーカッション (2016年～)

## ディスコグラフィー

### アルバム
| 年                                        | タイトル                              | アルバム詳細                                           | チャート最高位 | チャート最高位 | チャート最高位 | チャート最高位 | チャート最高位 | チャート最高位 | チャート最高位 | チャート最高位 | チャート最高位 | チャート最高位 | 認定              |
| 年                                        | タイトル                              | アルバム詳細                                           | UK             | BEL            | FRA            | GER            | IRL            | JPN            | NOR            | SCO            | SWE            | US             | 認定              |
| ----------------------------------------- | ------------------------------------- | ------------------------------------------------------ | -------------- | -------------- | -------------- | -------------- | -------------- | -------------- | -------------- | -------------- | -------------- | -------------- | ----------------- |
| 2002                                      | The Coral                             | - 発売日: 2002年7月29日 - レーベル: Deltasonic         | 5              | —              | 118            | —              | 41             | 97             | —              | 9              | —              | 189            | - UK: 3× プラチナ |
| 2003                                      | Magic and Medicine                    | - 発売日: 2003年7月28日 - レーベル: Deltasonic         | 1              | 39             | 64             | 99             | 14             | 69             | 20             | 1              | 60             | —              | - UK: ゴールド    |
| 2004                                      | Nightfreak and the Sons of Becker     | - 発売日: 2004年1月26日 - レーベル: Deltasonic         | 5              | —              | 59             | —              | 35             | 68             | —              | 4              | —              | —              |                   |
| 2005                                      | The Invisible Invasion                | - 発売日: 2005年5月25日 - レーベル: Deltasonic         | 3              | —              | 104            | —              | 16             | 53             | —              | —              | —              | —              | - UK: ゴールド    |
| 2007                                      | Roots & Echoes                        | - 発売日: 2007年8月6日 - レーベル: Deltasonic          | 8              | —              | 84             | —              | 33             | 80             | —              | 10             | —              | —              |                   |
| 2010                                      | Butterfly House                       | - 発売日: 2010年7月12日 - レーベル: Deltasonic         | 16             | —              | 88             | 51             | 74             | 172            | —              | 23             | —              | —              |                   |
| 2014                                      | The Curse of Love                     | - 発売日: 2014年10月12日 - レーベル: Skeleton Key      | 127            | —              | —              | —              | —              | —              | —              | —              | —              | —              |                   |
| 2016                                      | Distance Inbetween                    | - 発売日: 2016年3月4日 - レーベル: Ignition            | 13             | 69             | 125            | —              | 82             | 261            | —              | 13             | —              | —              |                   |
| 2018                                      | Move Through the Dawn                 | - 発売日: 2018年8月17日 - レーベル: Ignition           | 14             | 150            | 170            | —              | —              | —              | —              | 14             | —              | —              |                   |
| 2021                                      | Coral Island                          | - 発売日: 2021年4月30日 - レーベル: Run on, Modern Sky | 2              | —              | —              | 52             | 62             | —              | —              | 3              | —              | —              |                   |
| 2023                                      | Sea of Mirrors                        | - 発売日: 2023年9月8日 - レーベル: Run on, Modern Sky  | 3              | —              | —              | —              | —              | —              | —              | 2              | —              | —              |                   |
| 2023                                      | Holy Joe's Coral Island Medicine Show | - 発売日: 2023年9月8日 - レーベル: Run on, Modern Sky  | 36             | —              | —              | —              | —              | —              | —              | 5              | —              | —              |                   |
| "—"は未発売またはチャート圏外を意味する。 |                                       |                                                        |                |                |                |                |                |                |                |                |                |                |                   |